# Benjamin al-Nahawendi
Benjamin al-Nahawendi (hébreu : בנימין בן משה אלנהאונדי Binyamin ben Moshe al-Nahawendi, persan : بنیامین بن موسی نهاوندی Benjamin bin Mussa Nahavandi) est un Sage karaïte des VIIIe et IXe siècles. 
Il est considéré comme l'une des plus grandes autorités de ce mouvement juif scripturaliste, opposé au judaïsme rabbinique traditionnel, bien que Benjamin lui-même semble en avoir adopté de nombreux usages et interprétations.

## Biographie
Sa vie est assez peu connue, en dehors de son lieu d'origine, Nahavand, en Perse. Cependant, sa personnalité et son influence ont dû être assez importantes pour qu'il soit considéré par l'ensemble de ses pairs comme une autorité aussi grande qu'Anan ben David, le fondateur du karaïsme lui-même. 
Il a probablement réussi à rassembler autour de lui l'ensemble des Juifs vivant en marge des grands centres de Babylonie ou de la terre d'Israël qui ne se reconnaissaient pas dans le judaïsme prôné par ceux-ci ; pour Salomon ben Yerouham, c'est avec Benjamin que commence le karaïsme proprement dit. C'est en tout cas sous sa plume que le terme Bnei Miqra (hébreu בני מקרא Fils de la Bible, rendu en français par karaïtes) apparaît pour la première fois.

## Œuvres
Les travaux de Benjamin ne sont connus pour la plupart que par les citations qu'en font les auteurs karaïtes ultérieurs. Yephet ben Ali en dresse un inventaire dans l'introduction à son commentaire sur les Prophètes mineurs : il s'agit pour la plupart de commentaires sur la Torah et d'autres Livres de la Bible, ainsi que d'un Sefer Hamitzvot (Livre des Préceptes), livre réalisant le comput des prescriptions de la Torah.
On lui attribue également le Sefer Dinim ou Mass'at Binyamin (Livre de Lois ou Don de Benjamin), écrit en hébreu et publié à Koslov en 1834, contenant les lois civiles et criminelles selon la Bible.

### Exégèse
Alors qu'Anan ben David était, en utilisant les mêmes méthodes d'herméneutique que les rabbins, arrivé à des conclusions souvent opposées, et jugées plus conformes au Texte, Benjamin aboutira à des conclusions relativement similaires à celle des rabbins, et adoptera en conséquence les mêmes pratiques, en partant d'un mode de raisonnement karaïte, fondé sur une exégèse libre et personnelle. De même, il n'impose pas, à la différence des Rabbanites, ces régulations à ses fidèles, indiquant même dans son Sefer Dinim qu'en ce qui concerne les autres règles, « consignées et observées par les Rabbanites pour lesquelles je n'ai pu trouver de source biblique pertinente, je les ai également écrites, afin qu'on puisse les observer si on le souhaite. »"
Il encourage ainsi la pratique rabbinique du herem (excommunication), avec le caveat que le fauteur devrait être banni pendant sept jours suivant son refus d'obéir au juge, afin de lui donner une chance de se repentir et d'obéir. Il soutient aussi, de concert avec les rabbanites et contre l'opinion d'Anan, que l'obligation d'épouser la veuve d'un frère décédé sans descendance ne s'applique qu'au frère du défunt et lui seul. Il abonde aussi dans le sens des rabbins en concluant du verset Ex. 30:29 que « se reposer en sa demeure » ne se réfère pas au lieu de résidence mais à un périmètre d'environ 1 kilomètre autour de la ville.
Cependant, en dépit de ses concessions au rabbanisme, Benjamin demeure fermement attaché au principe attribué à Anan, de « bien chercher dans la Torah, et de ne pas [se] reposer sur [s]on avis ». Selon Benjamin, l'on devrait suivre ses propres convictions et non s'incliner devant l'autorité: le fils peut différer du père, le disciple du maître, pourvu qu'ils puissent justifier leur différence de point de vue. L'étude approfondie est, selon Benjamin, un devoir, et une étude sincère menant à des conclusions erronées ne peut être considérée comme constituant un péché.

### Philosophie de la Bible
Benjamin semble avoir écrit un travail où il exposait les idées philosophiques contenues dans la Bible. D'après les citations d'auteurs karaïtes ultérieurs comme Jacob al-Qirqissani, Yefet ben Ali, et Juda Hadassi, Benjamin trahit des influences philoniques, tout en adoptant les théories motazilites sur les attributs divins, le libre-arbitre, et d'autres questions sur lesquelles Anan s'était penché avant lui. Il est également marqué par les écrits de la secte des Magâriyah (« Hommes des Grottes »), dont une confusion dans le texte d'Al-Shahrastani lui a erronément attribué la paternité ; pour Abraham Harkavy, cette secte est identique aux Esséniens.
Parmi les idées-maîtresses et récurrentes de Benjamin, il effectue une stricte distinction entre un monde spirituel sublime et un monde matériel corruptible. Ainsi, il n'admet pas l'idée que Dieu puisse se mélanger au monde matériel, ni que la matière puisse procéder de Dieu. Pour Benjamin, Dieu a créé deux instances et un pouvoir intermédiaires, la Gloire (Kavod), le Trône (Kissè), et un Ange. C'est à cet Ange qu'il revient d'avoir créé le monde, dans lequel il est le représentant de Dieu. De même, c'est l'Ange, et non Dieu, qui a parlé aux prophètes et aux enfants d'Israël sur le Mont Sinaï. C'est enfin à l'Ange que se rapportent toutes les expressions anthropomorphiques que l'on trouve dans la Bible en parlant de Dieu.
Par ailleurs, l'âme, formant une partie du corps, est périssable ; les références bibliques à la Rétribution ne peuvent donc s'appliquer qu'au corps.